# Casas de Belvís
Casas de Belvís es una pedanía del municipio español de Belvís de Monroy, en la provincia de Cáceres, Comunidad Autónoma de Extremadura. Fundada a principios del siglo XV, fue municipio independiente entre 1932 y 1937 con el nombre de Las Casas de San Bernardo.

## Demografía
Evolución demográfica:
- 2002: 273 habitantes;
- 2005: 262 habitantes;
- 2008: 306 habitantes;
- 2011: 295 habitantes;
- 2014: 279 habitantes;
- 2017: 328 habitantes;
- 2020: 282 habitantes.

## Patrimonio
Iglesia parroquial católica bajo la advocación de San Bernardo de Claraval -20 agosto- en la Diócesis de Plasencia, Arciprestazgo de Navalmoral de la Mata.
También se encuentra en este pueblo una lápida que se cree que es de origen romano, de un asentamiento que habría probablemente cerca del pueblo, en las proximidades del río Tajo y que fue encontrada en las cercanías del mismo. Actualmente, se encuentra situada en la fachada de una casa muy cercana a la Iglesia, en la misma Plaza de San Bernardo.

## Festividades
Celebra sus fiestas patronales de San Bernardo el día 20 de agosto. Por lo general la celebración de la festividad comienza el 19 de agosto, siendo su día grande el 20 de agosto, ya que es el día de San Bernardo, patrón del pueblo, el último día de estas fiestas es el 21 de agosto.
Celebra también las festividades de Nuestra Señora del Berrocal, patrona de Casas de Belvís y de Belvís de Monroy, además de los ciudadanos de la cercana localidad de Valdehúncar que también sienten apego por dicha festividad.

## Personajes Ilustres
Ramón González Cid